# ドゥームズデイ・ブック (小説)
『ドゥームズデイ・ブック』（Doomsday Book）は、コニー・ウィリスによるSF小説。1992年に出版。1992年のネビュラ賞、1993年のヒューゴー賞およびローカス賞を受賞した。

## ストーリー
21世紀中盤のオックスフォード大学、若き女性歴史家キヴリン・エングルはイギリスの最も危険な時代と思われている14世紀にタイムトラベルし、調査を始める。

## 出版
- Doomsday Book.  Bantam Books, Hardcover, May 1992.  ISBN 0553081314
- Doomsday Book.  Bantam Books, Paperback, 1993. ISBN 0553351672
- 『ドゥームズデイ・ブック』大森望 訳　早川書房〈夢の文学館〉1995年 ISBN 978-4152079664
- 『ドゥームズデイ・ブック <上>』　大森望 訳、早川書房〈ハヤカワ文庫SF〉2003年、ISBN 4150114374
- 『ドゥームズデイ・ブック <下>』　大森望 訳、早川書房〈ハヤカワ文庫SF〉2003年、ISBN 4150114382